# José Fernández Nonídez
José Fernández Nonidez y López-Calvo (* 22. Februar 1892 in Madrid; † 27. September 1947 in Augusta, Georgia, Vereinigte Staaten) war ein spanischer Zoologe und Genetiker und hat entscheidend zur Etablierung der Mendelschen Regeln der Genetik in Spanien beigetragen.

## Leben und Wirken
Nonidez studierte Zoologie an der Universität Madrid bei Ignacio Bolívar y Urrutia, der Nonidez aufgrund seiner hervorragenden Leistungen für einen Lehrstuhl bei der Universität Murcia vorschlug. Ab 1917 als ordentlicher Professor an der Universität in Murcia unterrichtend, erhielt er einen Ruf zu einem Studienaufenthalt an die Columbia University, der mit einem Stipendium verbunden war. In New York, bei den beiden zeitgenössischen Kapazitäten auf dem Gebiet der Zytogenetik, Thomas Hunt Morgan und Edmund B. Wilson, vertiefte Nonidez seine Forschungen.
1920 zurück in Spanien hielt Nonidez Vorlesungen am Museo Nacional de Ciencias Naturales in Madrid, die als Vorlage für sein 1922 verlegtes Buch Das mendelsche Erbe zur Genetik (La herencia mendeliana: introducción al estudio de la genética) diente. Zusammen mit dem von ihm im Jahr darauf veröffentlichten weiteren Buch, Vererbte Varitionen domestizierter Tier und kultivierter Pflanzen (Variación y herencia en los animales domésticos y las plantas cultivadas), trugen diese beiden Bücher entscheidend zur Verbreitung der Lehre der Genetik in Spanien bei und dienten sogar dem Nobelpreisträger Santiago Ramón y Cajal zur Grundlage seiner Histologie.
Trotz seiner Reputation in Spanien kehrte er seinem Land 1921 wieder den Rücken, da ihm die private New Yorker Cornell University einen Lehrstuhl der Anatomie angeboten hatte. Nonidez verbrachte den Rest seines Lebens in den Vereinigten Staaten und widmete sich neben seinen Vorlesungen der Forschung auf den Gebieten der Embryologie und Mikroskopischen Anatomie. Seine Erkenntnisse fanden ihren Niederschlag in dem 1941 verlegten Handbuch der Histologie (Handbook of histology), das in den folgenden Jahren mehrmals neu aufgelegt wurde.

## Werke
- The chromosomes in the gasket to Ampliación de Estudios "Lusitanica Blaps, Madrid, spermatogenesis, 1914
- Study on sex cells. I, goniales chromosomes and mitosis of maturation in "Lusitanica Blaps" and "B. Walti, Memoirs of the Spanish society of Natural history, 10, S. 145–192, 1915
- Current ideas about sex, Spanish journal of obstetrics and gynaecology, 2, S. 63–77, 1917
- Pseudoscorpions from Spain, Madrid to Ampliación de Estudios, 1917
- Accessory chromosome in spermatogenesis of the "Acilus vulcatus", Bulletin of the Spanish society of Natural history, 20, S. 253–256, 1920
- Mendelina heritage. Introduction to the study of genetics, Calpe, 1923
- Histoloy and Embriology, London, Oxford Univ. Press, 1941.

## Bibliographie
- Susana Pinar, “José Fernández Nonídez, introductor de la teoría mendeliano-cromosómica en España”, en Asclepio, 51, 1 (1999), págs. 27-54.
- Susana Pinar “La vertiente histológica de José Fernández Nonídez. Introductor de la teoría Mendeliano-Cromosómica en España”, en Asclepio, 54, 2 (2002), págs. 3-18.
- Susana Pinar. "The Emergence of Modern Genetics in Spain and the Effects of the Spanish Civil War (1936-1939) on its Development”, en Journal of the History of Biology, 35, 1 (2002), págs. 111-148.
- Milagros Candela (ed.). Los orígenes de la Genética en España. Sociedad Estatal de Conmemoraciones Culturales. Madrid, 2003.
- José Fernández Nonídez y López Calvo. Real Academia de la Historia
- Biólogos Españoles. José Fernández Nonídez. Francisco Teixidó, 2005.